# استراتکونا (مینه‌سوتا)
استراتکونا، مینه‌سوتا (به انگلیسی: Strathcona, Minnesota) یک شهر در ایالات متحده آمریکا است که در شهرستان روسو، مینه‌سوتا واقع شده‌است.

## خصوصیات
استراتکونا ۱٫۲۷ کیلومترمربع مساحت و ۴۴ نفر جمعیت دارد و ۳۴۳ متر بالاتر از سطح دریا واقع شده‌است.